# Frances Yip
Frances Yip Lai-yee (nacida en 1947) es una cantante cantopop de Hong Kong. Conocida por interpretar de sus muchas canciones, como parte de las bandas sonoras de las serie de televisión producida por la cadena TVB, en la década de los años 1980 y principios de los años 1990.
Nacida en 1947, Frances es de ascendencia Hakka, ella tuvo fama a nivel internacional con su sintonía. Antes de su éxito, ella contribuyó en sus álbumes anteriores y  originalmente, para luego ser realizadas por otros reconocidos cantantes como Adam Cheng, Roman Tam y Jenny Tseng.
En su carrera de 45 años, Yip ha lanzado más de 80 álbumes, la mayoría de sus canciones han sido interpretadas en inglés, indonesio, tailandés, malayo, español, japonés, tagalo, cantonés y mandarín. Debutó como actriz de televisión y en películas, además como cantante  ofreciendo una serie de giras de conciertos y presentaciones en cabarets en más de 30 países de los cinco continentes. Sus habilidades lingüísticas, con sus propias interpretaciones únicas de sus temas musicales cantados en inglés, cantonés y mandarín, así como varios otros idiomas de otros países del continente asiáticos, le han dado lugar para ganar popularidad a través de una amplia gama de distintas culturas y países. Ha trabajado con la Orquesta Filarmónica de Hong Kong, la Orquesta Sinfónica de Vancouver, la Orquesta China de Hong Kong, la Orquesta China de Macao, la Orquesta China de Singapur, la Joven Orquesta de la Academia Nanyang de Bellas Artes, Orquesta Sinfónica de Singapur y la Orquesta Filarmónica de la Universidad de Thammasat en Bangkok, así como en grandes orquestas en Kuala Lumpur.